# Drugo vmesno obdobje Egipta
Drugo vmesno obdobje Egipta je zgodovinsko obdobje med koncem Srednjega in začetkom Novega kraljestva, v katerem je v Egiptu drugič zavladal nered. V tem obdobju so se v Egiptu naselili Hiksi in ustanovili svojo Petnajsto  dinastijo. 

## Konec Srednjega kraljestva
Na koncu 19. stoletja pr. n. št. se je z nenadno smrtjo kraljice Sobekneferu (1806–1802 pr. n. št.), ki očitno ni imela naslednikov, končala zlata doba Srednjega kraljestva. Dvanajsto dinastijo je nasledila mnogo šibkejša Trinajsta dinastija, ki je tudi vladala iz Ititavija malo pred vrhom Nilove delte.
Trinajsta dinastija je znana po nastopu prvega uradno priznanega semitsko govorečega faraona Hendžerja (Veper). Dinastija se je izkazala kot nesposobna vladati na celotnem egipčanskem ozemlju. Družina zahodnoazijskega porekla iz Avarisa v močvirjih vzhodne delte Nila se je zato odcepila od centralne oblasti in ustanovila svojo Štirinajsto dinastijo.

## Petnajsta dinastija
Petnajsta dinastija je vladala približno od 1650 pr. n. št. do 1550 pr. n. št. Znani so nasledni faraoni Petnajste dinastije:
- Salitis
- Sakirhar
- Hajan
- Apofis, okoli 1590? pr. n. št.–1550 pr. n. št.
- Hamudi, okoli 1550 pr. n. št.–1540 pr. n. št.

Petnajsa dinastija je bila prva hiška dinastija. Vladala je iz Avarisa, vendar ne nad celim egipčanskim ozemljem. Hiksi so vdrli s severovzhoda in se zadrževali predvsem v severnem Egiptu. Imena in vrstni red njihovih vladarjev niso zanesljivi. Torinski seznam kraljev omenja šest hiških faraonov. Zadnji je bil Hamudi, ki je precej nejasen. Šest faraonov je vladalo 108 let.  
Nekaj znanstvenikov trdi, da sta vladala dva Apofisa, imenovana Apepi I. in Apepi II. Trditev temelji na dveh znanih priimkih faraonov:  Avoserre in Akenenre. Danski egiptolog Kim Ryholt je v svoji študiji drugega vmesnega obdobja ugotovil, da se oba priimka nanašata na enega vladarja – Apepija, ki je vladal več kot štirideset let. Njegovo trditev podpira dejstvo, da je faraon uporabljal tudi tetji priimek – Nebkepeshre. Zgleda, da je Apepi v različnih obdobjih svoje vladavine uporabljal različne priimke, kar ni nič nenavadnega, saj so dva različna priimka uporabljali tudi kasnejši faraoni, med njimi Ramzes II. in Seti II..

## Šestnajsta dinastija
Šestnajsta dinastija je vladala 70 let v tebanski regiji Gornjega Egipta.
V dveh različicah Manetonove Egiptiake (Zgodovina Egipta) je v Afričanovi različici, ki je bolj zanesljiva in jo podpira tudi Sinkel, Šestnajsta dinastija opisana kot dinastija »pastirskih [hyksos] kraljev«, v Evzebijevi pa kot tebanska dinastija.
Ryholt (1997) in kasneje Bourriau (2003) sta z rekonstrukcijo Torinskega seznama kraljev interpretirala tebanske faraone kot ustanovitelje Manetonove Šestnajste dinastije. Ryholtov zaključek je eden od njegovih najbolj vprašljivih in daljnosežnih zaključkov. Številni znanstveniki ga zato ne podpirajo, ker je za njegovo tolmačenje premalo dokazov.
V stalni vojni proti kratkoživi Šestnajsti dinastiji je dominirala Petnajsta dinastija. Vojska Petnajste dinastije je zavzemala mesto za mestom svojih južnih sovražnikov, si prilaščala njihovo ozemlje in nazadnje osvojila tudi Tebe. Egiptolog Kim Ryholt je domneval, da je v kasnih letih Šestnajste dinastije Dedumoz I. zaprosil Hikse za sklenitev miru. Eden od njegovih predhodnikov, Nebirirav I., je bil verjetno bolj uspešen in je med svojo vladavino doživljal obdobje miru.
Lakota, ki je med pozno Trinajsto in Štirinajsto dinastijo pustošila v Gornjem Egiptu, se je nadaljevala tudi v Šestnajsti dinastiji, najbolj očitno med in po vladavini Neferhotepa III.
Z Ryholtovega rekonstruiranega Torinskega seznama kraljev je mogoče razbrati imena petnajst faraonov iz Šestnajste dinastije. Pet od njih se pojavlja tudi v primarnih virih. Večina faraonov je zelo verjetno vladala iz Teb, nekaj pa je bilo tudi lokalnih vladarjev iz drugih pomembnih mest v Gornjem Egiptu, vključno z Abidosom, El Kabom in Edfujem. Med vladavino Nebirirava I. je oblast Šestnajste dinastije segala najmanj do Huja ja severu in Edfuja na jugu. Na Ryholtovem Torinskem seznamu kraljev ni Vepvavetemsafa, ki je bil najverjetneje manj pomemben vladar iz Abidoške dinastije.

## Abidoška dinastija
Abidoška dinastija bi lahko bila kratkoživa lokalna dinastija, ki je v drugem vmesnem obdobju vzporedno s Petnajsto in Šestnajsto dinastijo približno od leta 1650 do 1600 pr. n. št. vladala v delu Gornjega Egipta. Obstoj Abidoške dinastije je prvi predpostavil Detlef Franke in kasneje dodelal Kim Ryholt leta 1997. Obstoj dinastije je bil dokončno potrjen januarja 2014, ko so v Abidosu odkrili grobnico dotlej neznanega faraona Senebkaja.   Dinastija je (poskusno) imela štiri vladarje: 
- Vepvavetemsafa
- Pentinija
- Senaiba in
- Senbkaja.[14]

Kraljevsko nekropolo Abidoške dinastije so odkrili v južnem delu Abidosa na področju, ki se je takrat imenovalo Anubisove gore. Grobnice faraonov Abidoške dinastije se stikajo z grobnicami vladarjev Srednjega egipčanskega kraljestva.

## Sedemnajsta dinastija
Priblino takrat, ko sta Memfis in Ititavi prišla pod hiško oblast, je domorodna vladarska hiša v Tebah razglasila svojo neodvisnost in postala Sedemnajsta egipčanska dinastija. Ta dinastija je nazadnje tudi vodila vojno za neodvisnost in izgnala Hikse iz Egipta. Obnovila je številne templje v Gornjem Egiptu in sprva vzdrževala miroljubne trgovske stike s hiškim kraljestvom na severu Egipta. Senaktenre Ahmoz, prvi vladar v nizu ahmozidskih vladarjev, je za gradnjo vrat žitnice karnaškega templja  celo uvozil beli apnenec iz turske regije, ki je bila pod hiško oblastjo. Njegova predhodnika Sekenenre Tao in Kamoz, zadnja dva faraona iz Sedemnajste dinastije, sta v vojni za osvoboditev Egipta  porazila Hikse in jih izgnala iz Egipta. Z ustanovitvijo Osemnajste dinastije okoli leta 1550 pr. n. št. se je s faraonom Ahmozom I.  začelo obdobje Novega kraljestva. Ahmoz I. je dokončal izgon Hiksov in  Egipt ponovno združil v eno državo s centralno državno upravo.